# L'arte della difesa personale
L'arte della difesa personale (The Art of Self-Defense) è un film del 2019 scritto e diretto da Riley Stearns con protagonista Jesse Eisenberg.

## Trama
Il 35enne Casey Davies è un timido ragazzo che lavora come contabile in un'azienda. Una sera, mentre va a comprare cibo per il suo bassotto, viene brutalmente aggredito da dei motociclisti. Una volta svegliato in ospedale, capisce che il trauma del pestaggio inizia a perseguitarlo. Decide così di recarsi in un negozio di armi, dove è convinto di comprarsi una pistola, ma prima di poterla avere deve aspettare che il negoziante verifichi la sua fedina penale. Mentre cammina per la città viene catturato dai kiai della lezione di karate del maestro Sensei. Inizia così la sua passione per il karate, ma non sa che il posto dove è finito è una trappola mortale.

## Produzione
Le riprese del film sono iniziate l'11 settembre 2017 nel Kentucky.

## Promozione
Il primo trailer del film viene diffuso l'8 marzo 2019.

## Distribuzione
La pellicola è stata presentata al South by Southwest il 10 marzo 2019 e distribuita nelle sale cinematografiche statunitensi a partire dal 12 luglio 2019.

## Accoglienza

### Critica
Sull'aggregatore Rotten Tomatoes il film riceve l'88% delle recensioni professionali positive con un voto medio di 7,6 su 10 basato su 43 critiche, mentre su Metacritic riceve un punteggio di 74 su 100 basato su 16 critiche.
Giorgio Viaro, di Best Movie, posiziona il film al ventottesimo posto tra i migliori del 2020.

## Riconoscimenti
- 2019 - National Film & TV Awards[8]
  - Candidatura per il miglior film indipendente